# Spiegelserver
Ein Spiegelserver (englisch mirror), oftmals kurz auch einfach als „Spiegel“ bezeichnet, hält in Rechnernetzwerken eine exakte Kopie eines Datensatzes vor.
Zentrale Server großer Projekte haben oft nicht die Datenübertragungsrate, um ihre Dienste allen Interessenten in vertretbarer Zeit zur Verfügung zu stellen. Aus diesem Grund werden die Daten auf anderen Servern „gespiegelt“, es wird also ein 1:1-Abbild erstellt und den Interessenten dort zur Verfügung gestellt.
Da die Synchronisierung üblicherweise asynchron geschieht, ist dieses „Spiegelbild“ nicht immer aktuell, stellt aber eine wichtige Methode dar, im Internet Daten jederzeit verfügbar zu halten. Zum Beispiel beruht das Domain Name System im Wesentlichen auf dem „Spiegeln“ der den Servern bekannten Daten. Die Aktualisierung geschieht dabei nicht in Echtzeit, sondern nach vorgegebenen Zeitintervallen.
So gibt es beispielsweise von allen Linux-Distributionen auf mehreren Servern im Internet Kopien. Auf diese Weise liegen die Daten auf verschiedenen Rechnern zum Herunterladen bereit, und man erreicht eine Verteilung der Ressourcen beim Zugriff auf stark frequentierte Daten. Die jeweiligen Spiegelserver werden beispielsweise jede Nacht um 3 Uhr mit den aktuellen Daten der Quelle synchronisiert (meistens mit rsync).

## Volksetymologie
Eine Urban Legend bezeichnet Linus Torvalds als den Autor folgenden Spruchs als Kommentar zu der Tatsache, dass der Verlust seiner Quelltexte zum Linux-Kernel dadurch abgefangen würde, dass diese von mehreren Rechnern gespiegelt werden:

“Backups are for wimps. Real men upload their stuff on the internet and let the world mirror it.”

„Sicherungskopien sind für Feiglinge. Echte Männer laden ihr Zeug im Internet hoch und lassen die Welt es spiegeln.“

Dieser Spruch ist jedoch ebenso wenig verbürgt wie die Herleitung des Begriffs mirror aus dem Buch Alice im Wunderland bzw. des Nachfolgebuchs Through the Looking-Glass von Lewis Carroll.

## Beispiel mit Wget
Mit dem freien Kommandozeilenprogramm Wget können Internetseiten mit der Option --mirror oder -m gespiegelt werden.
Beispiel: wget --mirror --convert-links --backup-converted --html-extension -o log http://www.gnu.org/